# Chemie in Labor und Biotechnik
Chemie in Labor und Biotechnik (CLB) ist eine monatlich erscheinende Fachzeitschrift.
Die im Abonnement vertriebene Monatszeitschrift enthält Übersichtsbeiträge über analytische Verfahren und Fortschritte in Chemie, Biochemie, Biologie, Materialwissenschaft und Physik sowie die damit verbundenen gesellschaftlichen Entwicklungen. Ein Schwerpunkt der Zeitschrift ist der Aus- und Weiterbildung gewidmet.

## Geschichte
Die Zeitschrift wurde 1950 von Wilhelm Foerst mit dem Frankfurter Umschau-Verlag Brönner-Umschau-Gruppe unter dem Namen „CLB Verständliche Zeitschrift für Labor und Betrieb“ gegründet. Foerst war damals Leiter der Redaktion der Ullmann-Encyklopädie beim Verlag Chemie in Weinheim (seit 1996 Teil der Verlagsgruppe John Wiley & Sons). Zu den Gründungsherausgebern zählte auch Wilhelm Nils Fresenius. Erster Chefredakteur war Hans Joachim Flechtner. 2001 erwarb Rolf Kickuth die  Zeitschrift.